# 쇼자쿠역
쇼자쿠역(일본어: 正雀駅, しょうじゃくえき)은 일본 오사카부 셋쓰시에 있는 한큐 전철 교토 본선의 역이다. 역 번호는 HK-66이다.

## 개요
셋쓰시와 스이타시 경계를 흐르고 있는 쇼자쿠 강을 넘어가겠끔 설치되어 있으며 승강장의 절반 이상은 스이타 시이다. 다만, 역사는 셋쓰 시 측에 있으며, 게다가 자명에는 "한큐"의 이름이 포함되어 있다.
역의 북서쪽 일대에는 쇼자쿠 차고와 쇼자쿠 공장이 위치하고 있다. 경합하는 JR 교토 선(도카이도 본선)의 바로 옆까지 인접하면서 JR의 차창으로 유치되어 있는 열차 등이 잘 보인다.

## 역사
- 1928년 1월 16일: 신케이한 철도 아와지 ~ 다카쓰키초 역(현, 다카쓰키시 역)간 연장 개통과 동시에 영업 개시.
- 1930년 9월 15일: 게이한 전기철도의 합병에 따라, 게이한 전기철도 신케이한 선의 역이 됨. 동시에 게이한 스이타 역으로 역명 변경.
- 1943년 10월 1일: 회사 합병으로 인하여 게이한신 급행전철(현, 한큐 전철)의 역이 됨.
- 1949년 12월 1일: 신케이한 선이 교토 본선으로 노선명이 변경되어 본 역도 교토 본선의 역이 됨.
- 1980년: 교상역사화.
- 2013년 12월 21일: 역 번호 도입.

## 역 구조
섬식 승강장 2면 4선의 지상역이다. 교상역사를 갖고 개집표기는 교상에 1개소 뿐이다.
배리어 프리 공사가 완료된 2008년 2월 29일부터 각 승강장과 개집표기로 풀컬러 LED식 출발 안내 방송이 설치되었다.
이와 별도로 열차의 진입이나 홍보용 1단 표시의 안내판도 각 승강장에 설치되었다. 그 대신 하행 승강장에 있던 열차의 접근을 환기하는 행등식의 점멸 안내판은 철거되었다.

### 승강장
| 번호 | 노선        | 방향 | 행선                                                                                     |
| ---- | ----------- | ---- | ---------------------------------------------------------------------------------------- |
| 2・3 | ■ 교토 본선 | 상행 | 다카쓰키시・가쓰라・아라시야마・가라스마・교토가와라마치 방면                            |
| 4・5 | ■ 교토 본선 | 하행 | 오사카우메다・덴가차야・기타센리・고베산노미야・다카라즈카 방면 (일부는 2번 선에서 출발) |

- 안쪽 2선(3,4번 선)이 주로 본선, 외측 2선(2,5번 선)이 대피선이다.

- 낮 시간대의 보통 상행이 본선 3번 선, 하행 열차는 특급과 준급행을 연속으로 대피하기 위해 대피선의 5번 선에 출도착한다. 2,4번 선은 아침 저녁의 출퇴근 시간을 중심으로 사용된다.

- 쇼자쿠 차고가 있어 아침 저녁에는 당역 출발이나 종착 열차도 설정되어 있다. 배선의 관계에서 당역 출발 열차는 상행 열차 외에 일부 하행 열차도 직결되는 2번 선에서 역(逆)선으로 출발한다.
- 혼동 방지를 위한 출발 안내 방송이 현재의 LED식에 교환되기 전에는 승강장에 행등식의 점멸 안내판(주소 역 5번 선 등)이 설치되었다. 그래도 당역 출발의 우메다 행은 일관하고 새벽에만 설정되지 않고, 저녁에 쇼자쿠 차고에서 출고하는 열차는 남쪽의 아이카와 역을 출발로 한다.
- 덴가차야 방면 출도착 편성에도 당역 종착의 열차가 있고, 지하철 사카이스지선 차량의 경우 본 역의 남서쪽에 있는 히가시스이타 검차장(오사카시 교통국 소유)에서 나오는 입고 차량이다.
- 운용 관계에서 매일 몇 편성의 보통 다카쓰키시 행 열차는 이 역에서 차량을 교환한다. 이 역을 넘어서 승차하면 소요 시간이 늘어나기 때문에 교체의 대상이 되는 편성은 미리 고정되어 있으며, 오사카우메다 ~

아이카와역간 각 역의 시간표에는 해당하는 편에성 표시가 첨부 되어 있다.

## 역 주변
주위에는 대학과 고교가 다수 입지하여 아침 저녁에는 학생들의 이용으로 붐빈다.
- 한큐 쇼자쿠 차고, 공장(아루나 차량 병설)
- 오사카 가쿠인 대학
- 오사카 가쿠인 단기 대학
- 오사카 가쿠인 대학 고등학교
- 오사카 인간 과학 대학
- 오사카 쿤에이 여자 학원 중・고등학교
- 오사카 쿤에이 여자 단기 대학
- 세이쇼 고등학교
- 셋쓰 시민 도서관
- 셋쓰 쇼자쿠 우체국
- 쇼자쿠 역전 상점가
- 도리기조구
- 스카이락

## 사진

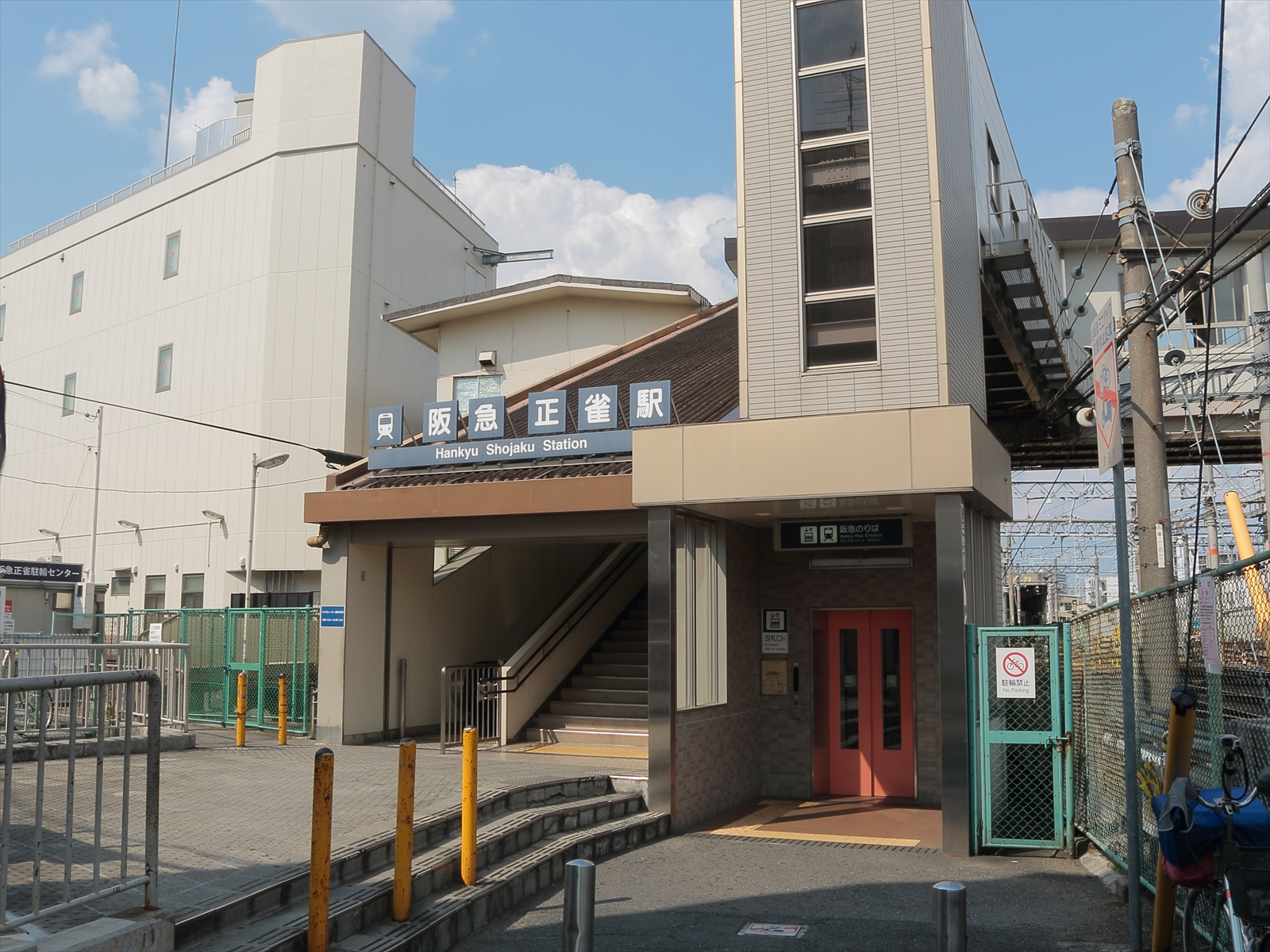
서쪽 출입구
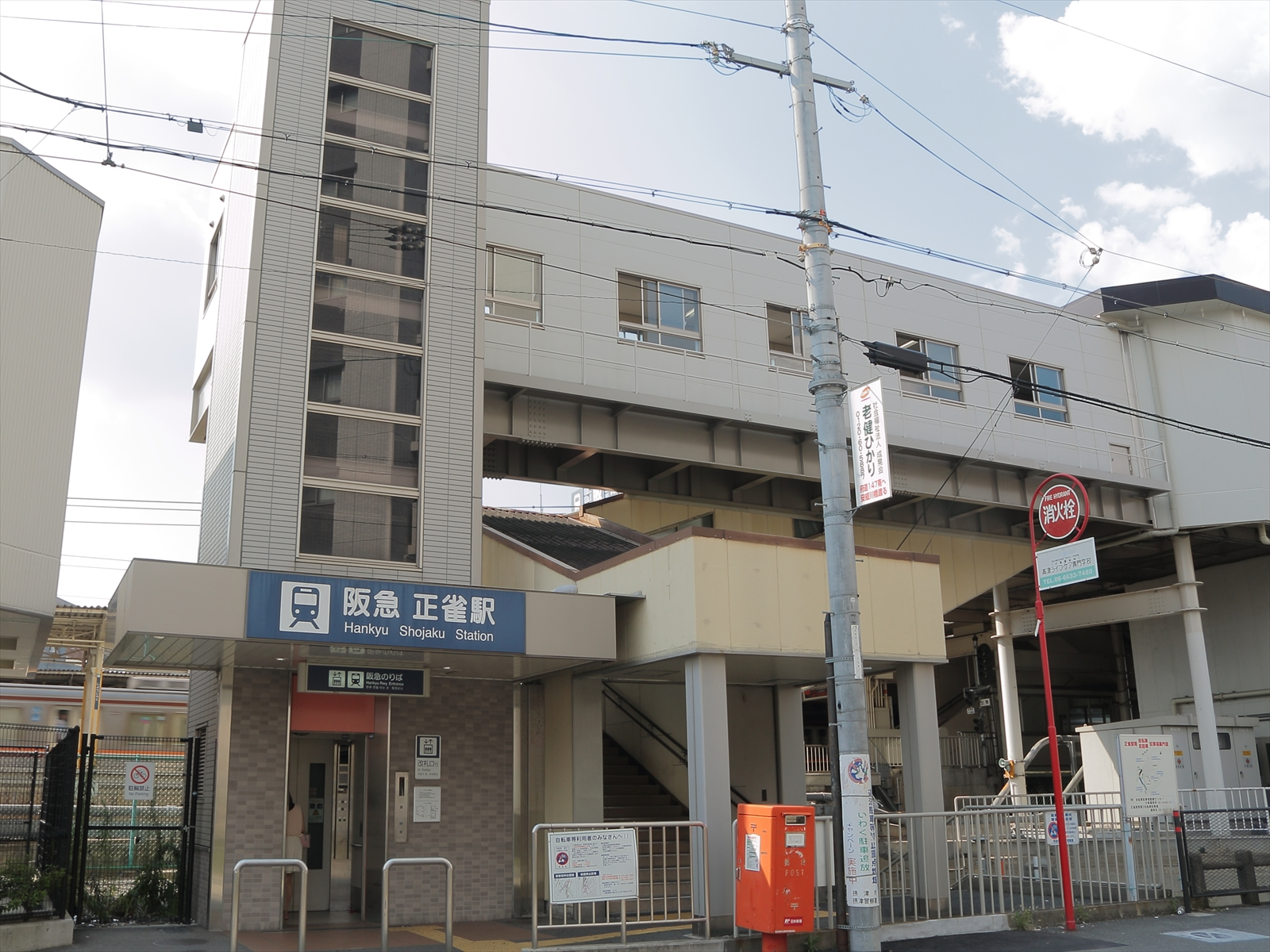
남쪽 출입구
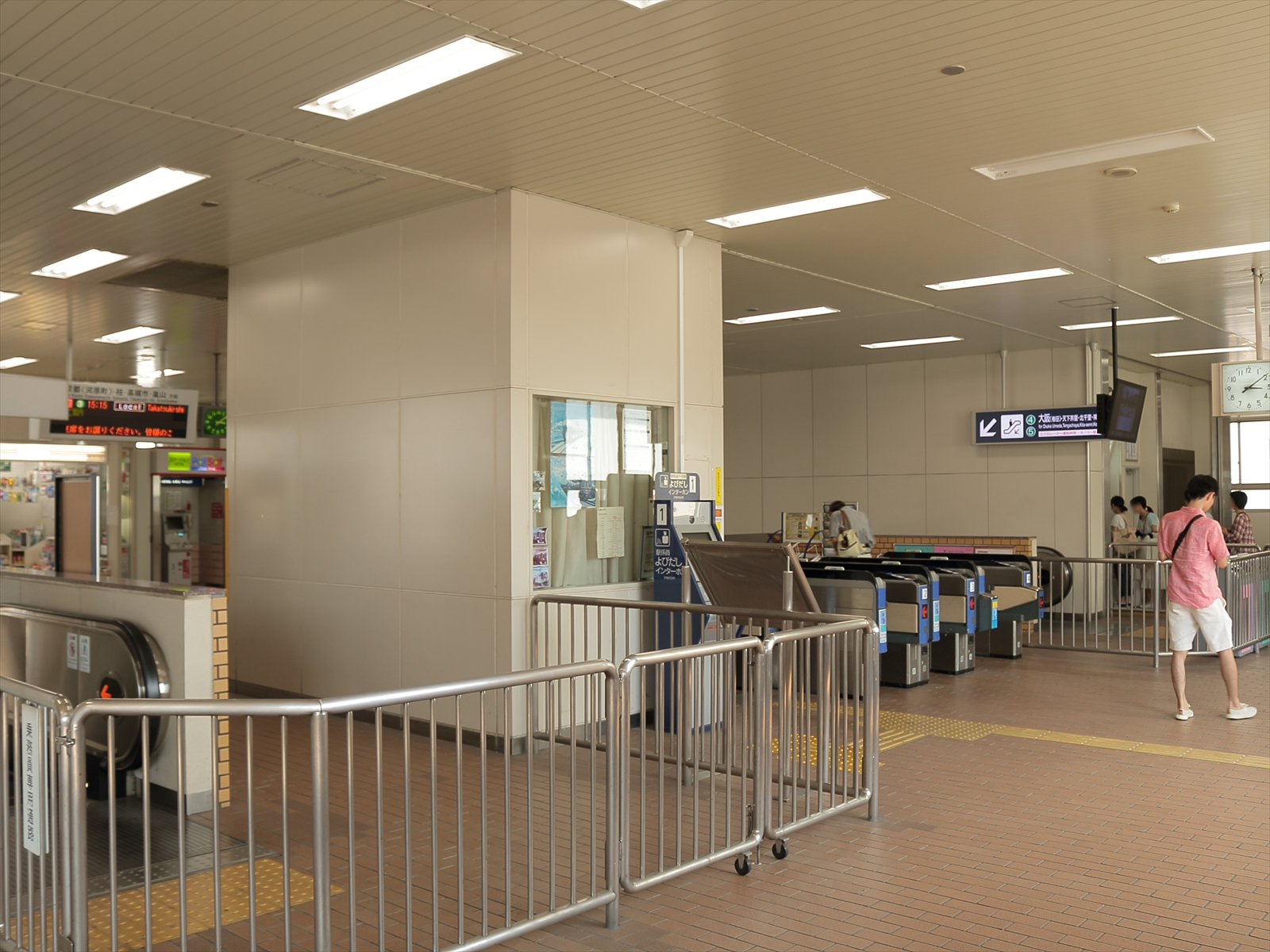
개찰구
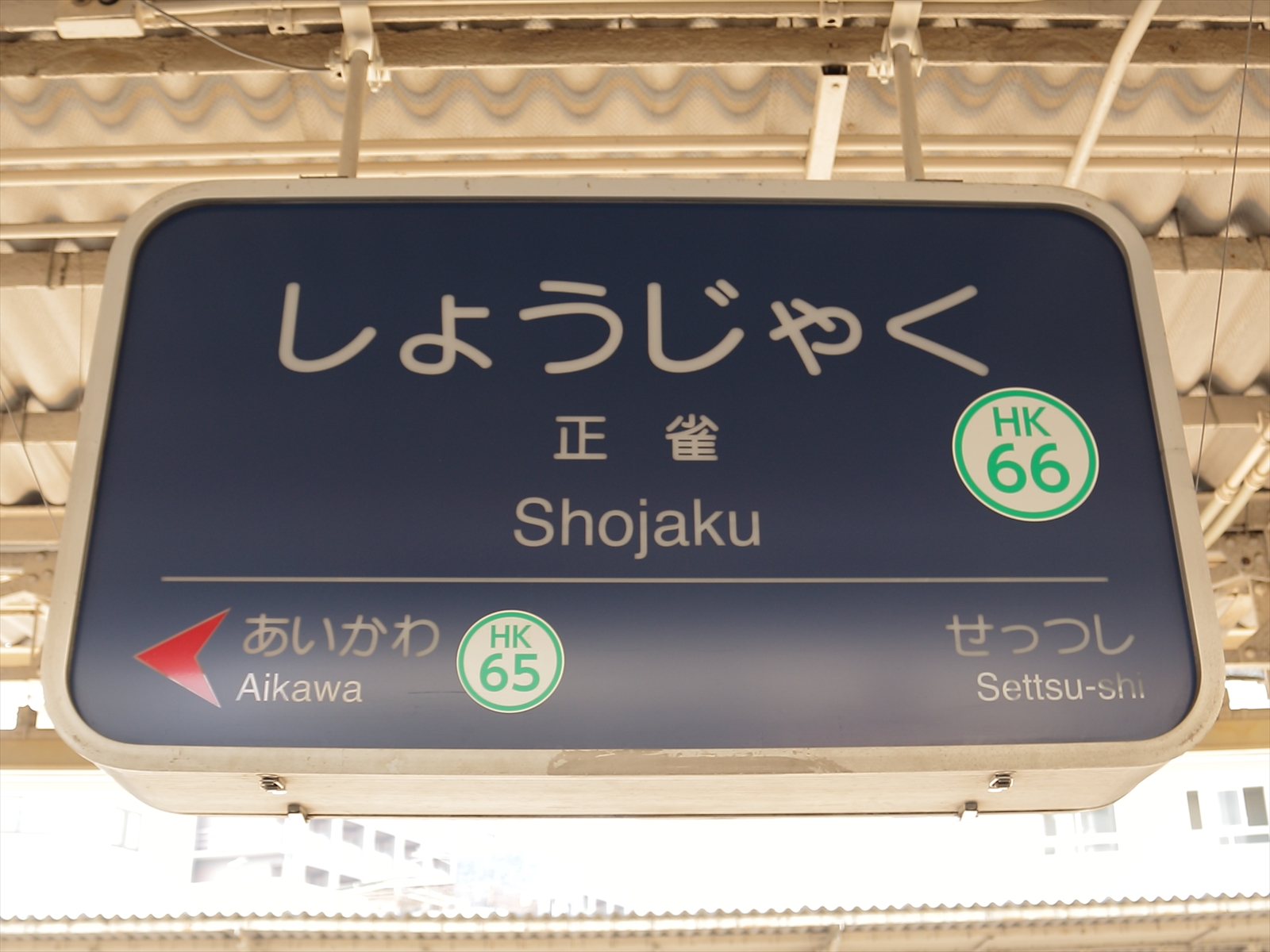
역명판
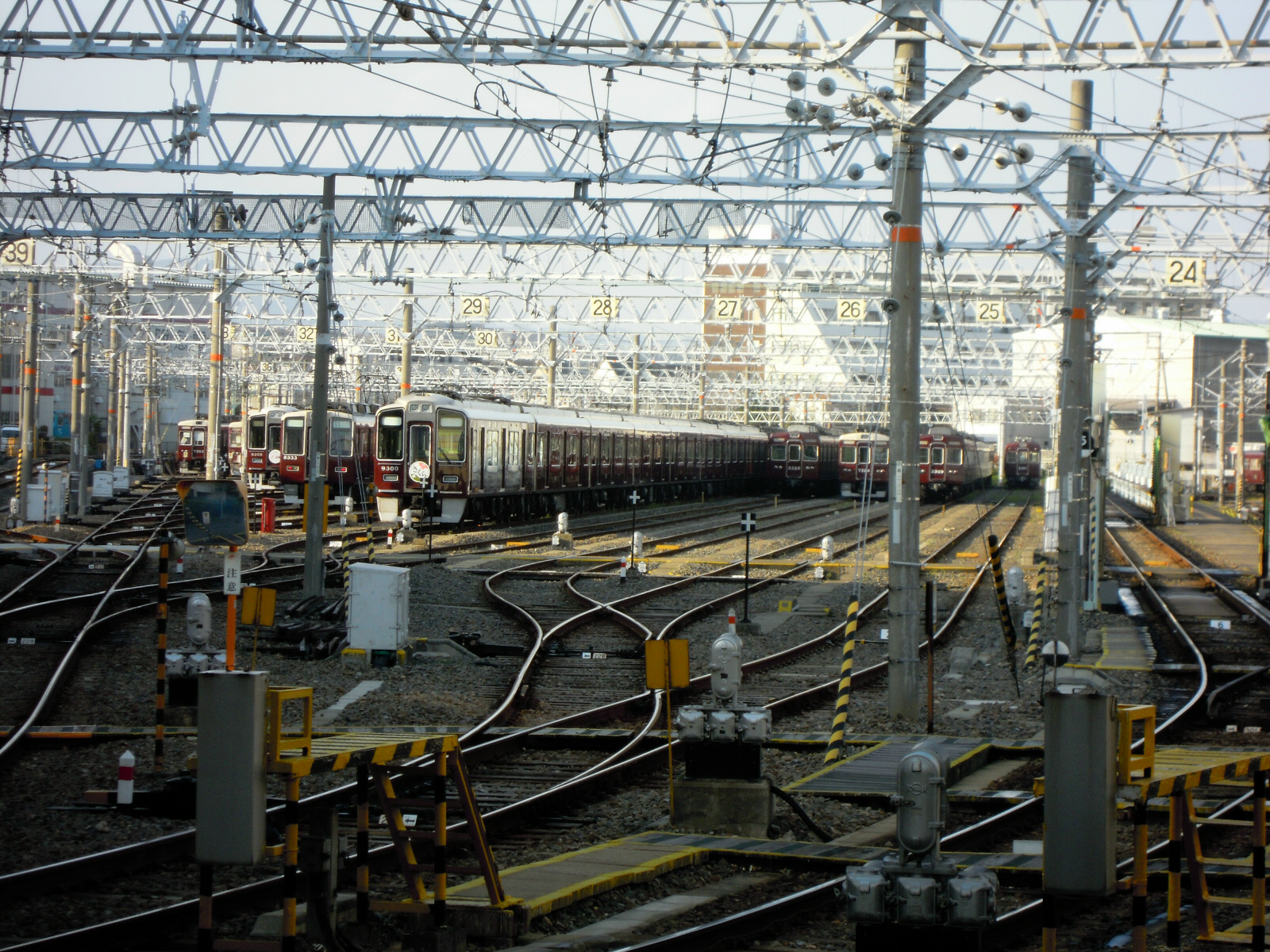
한큐 쇼자쿠 차고지

## 인접역
| 한큐 전철 ■ 교토 본선      | 한큐 전철 ■ 교토 본선 | 한큐 전철 ■ 교토 본선        |
| -------------------------- | --------------------- | ---------------------------- |
| HK-65 아이카와 우메다 방면 | ■ 보통                | 셋쓰시 HK-67 가와라마치 방면 |